# 소용 홍씨
소용 홍씨(昭容 洪氏, ? ~ 1452년 3월 4일(음력 2월 4일)는 조선 4대 국왕 세종의 후궁이다.

## 생애
생년은 미상이며 본관 및 가족관계도 알려진 바가 없다. 다만 1434년 소용 홍씨 어머니의 부의를 내렸다는 기록이 남아 있다.
1452년 음력 2월 4일에 숙용 홍씨가 사망하였다. 물론 소용이 숙용보다 높은 벼슬이므로 상기한 홍 소용과 다른 인물로 볼 수도 있으나 《조선왕조실록》에서는 후궁의 봉작에 관한 오류가 자주 발견되므로 동일인물로 보아도 무리가 없을 것으로 보인다.